# Eli Bowen
Eli Bowen   (Comtat de Richland, 14 d'octubre de 1844 - Coney Island, 4 de maig de 1924) va ser un artista de circ secundari estatunidenc conegut com «The Legless Wonder» (La meravella sense cames) o «The Legless Acrobat» (L'acròbata sense cames). També va ser catalogat com «The Handsomest Man in Showbiz» (L'home més maco de l'espectacle) i «Wonder of the Wide, Wide World» (Meravella de l'ample i ample Món). El seu pes màxim era de 64 kg i la seva alçada era de 61 cm.

## Joventut
Eli Bowen va néixer al comtat de Richland (Ohio), fill de Robert i Sarah Bowen amb els peus no desenvolupats units als malucs a causa d'un rar defecte de naixement: els anomenats «extremitats de foca», que van ser causats per focomèlia, un trastorn genètic. Els seus altres set germans eren de complexió normal i tots estimaven i donaven suport al seu germà. Va aprendre a caminar amb les mans utilitzant blocs de fusta, i aviat va adquirir prou força en el seu tors per començar a experimentar amb l'acrobàcia. Segons la literatura, l'any 1857, als 13 anys d'edat es va unir al grup de circ itinerant Major Brown's Colosseum, on realitzava actuacions acrobàtiques, com girar com una roda i fen tombarelles cap endavant i cap enrere. Tanmateix, els registres del cens de 1860 demostren que vivia amb els seus pares i anava a l'escola. Només a partir del cens de 1870, després de la mort del seu pare el 1865, Bowen va començar a descriure la seva ocupació com a «showman».

## Carrera professional
El 1876, Bowen es va unir al Pullman Brothers Side Show, i després de tres anys al Cooper, Bailey & Co. El 1897, va actuar per a Barnum & Bailey Circus a Anglaterra. Va ser anunciat com «L'acròbata sense cames» i es va fer famós pel seu treball acrobàtic dalt d'un pal de quatre metres. De vegades, col·laborava amb Armless Wonder Charles Tripp, i tots dos pedalaven i conduïen una bicicleta tàndem bromejant l'un a l'altre: «Watch your steps» (Vigileu els vostres passos) i «Keep your hands off me» (Mantingueu les mans fora de mi). La vida artística de Bowen amb petits espectacles secundaris de carnaval i grans circs dirigits per James Anthony Bailey i P. T. Barnum va durar mig segle. Als 79 anys d'edat va continuar treballant per a Coney Island Dreamland Circus Side Show.

## Vida personal

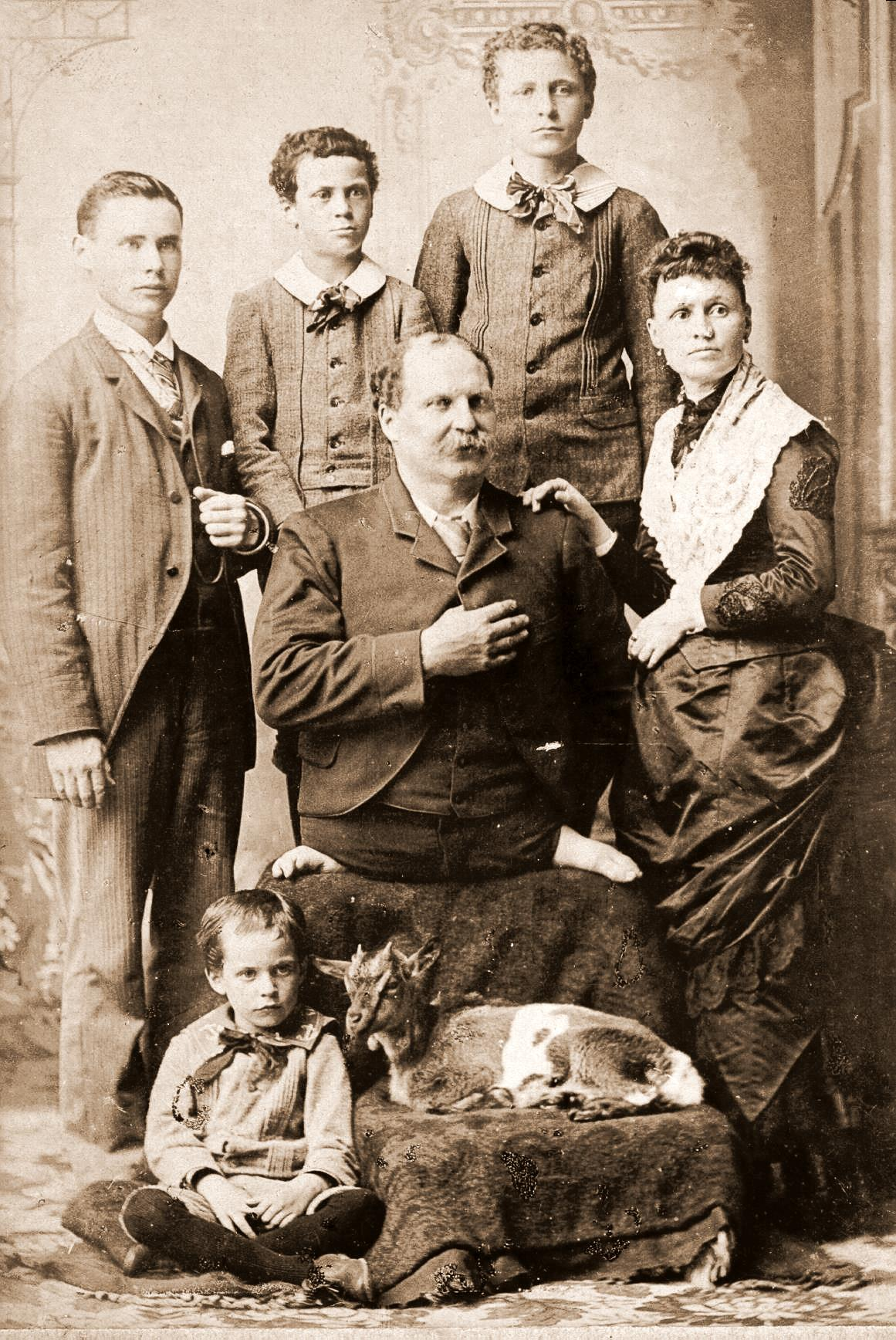
La família de Bowen

Quan tenia 26 anys d'edat, Bowen es va casar amb Martha N. Haines (de vegades descrita com Mattie Haight), de 16 anys, i van criar quatre fills sans anomenats Frank, Robert, Adrian i Victor. Els fullets lliurats als espectadors especificaven que un es va convertir en jutge i un altre en comerciant d'èxit.
Una breu història de la seva vida es va tornar a explicar en un pamflet The Wonder of the Wide, Wide World: The True History of Mr. Eli Bowen que es va publicar el 1880.
El 4 de maig de 1924, Bowen va morir al Dreamland Circus de Coney Island de pleuritis, que va ser causada per una pneumònia. Va ser enterrat a Lowell, Indiana.